# Баранинці
Барани́нці — село в Україні, центр громади Ужгородського району Закарпатської області.

## Географія
Посеред села протікає річка Това, яка є староріччям річки Уж.

## Герб
У лазуровому щиті три підвищені золоті балки, поверх всього золота церква.

## Історія
У письмових джерелах Баранинці відомі під назвою «Baranya». Очевидно, що село розташовувалося на давньому торговельному шляху, на якому стояли митні ворота.
Це одне з найдавніших поселень у комітаті Унг, яке було названо на честь сім'ї стародавнього роду місцевих землевласників роду Барань.
Перша назва Baranya у 1389 році, а потім у Barania в 1419 році.
Є ще одна версія виникнення села - письмова згадка про село Баранинці, під назвою «Baranya» зустрічається у 1409 році. Назва села походить від слов’янського слова «брана» – ворота. За іншою версією село Баранинці отримало свою назву від сім’ї Барані, але про давні баранинські церкви нічого не відомо.
Згідно з податковими списками, 1427 року Баранинці мали 16 селянських господарств. Це за тогочасними мірками — середнє за величиною село.
Наприкінці 15 — на початку 16 століття кількість кріпацьких господарств значно зменшилася. 1599 року, за рахунок новоприбулих поселенців, у селі проживали 10 селянських родин.
У 14 столітті це було ще невелике село. У 1599 р. село Felsőbaranya-Верхні Беранинці було спалене військами імператора.
До 1670 року господарями села була родина Гашпора Барані.
У 1719 році це було селище з 6 великими господарствами.
У 1910 році з 754 жителів було 382 угорців, 48 німців, 310 українців (русинів). З них 107 римо-католиків, 510 греко-католиків, 77 кальвіністів.
У 1936 році з 721 жителя русинів було 541,угорців-128,євреїв-23,чехів і словаків-13,іноземців-16. 498 чоловік належали до греко-католиків.Православних в селі не було.

## Політика

### Парламентські вибори, 2019
На позачергових парламентських виборах 2019 року у селі функціонувала окрема виборча дільниця № 210552, розташована у приміщенні сільської ради.
Результати
- зареєстровано 1750 виборців, явка 56,46%, найбільше голосів віддано за «Слугу народу» — 37,31%, за «Опозиційний блок» — 20,90%, за «Європейську Солідарність» — 8,46%.[3] В одномандатному окрузі найбільше голосів отримав Андрій Андріїв (самовисування) — 29,53%, за Роберта Горвата (самовисування) — 23,42%, за Олександра Пекаря (Слуга народу) — 17,51%[4].

## Виробництво
У селі на вулиці Коритнянській, 8 зареєстроване і працює підприємство, що займається виготовленням макаронних виробів (25 видів) під брендом «Макаронні вироби Корона».

## Населення
Згідно з переписом УРСР 1989 року чисельність наявного населення села становила 1319 осіб, з яких 654 чоловіки та 665 жінок.
За переписом населення в селі мешкали 1603 особи.

### Мова
Розподіл населення за рідною мовою за даними перепису 2001 року:
| Мова       | Відсоток |
| ---------- | -------- |
| українська | 94,59 %  |
| угорська   | 3,92 %   |
| російська  | 1,31 %   |
| словацька  | 0,12 %   |

## Релігія
У 1921 році греко-католицька громада села вирішила будувати муровану церкву. Було обрано комітет зі спорудження храму. Великою була і заслуга дравецького пароха о. Степана Пайкошія.
Почали будувати в 1927 році, наступного року вже було зведено стіни. Церкву посвятив владика Петро Гебей у 1929 році, але деякі роботи тривали ще до 1934 року.
Іконостас зробив І. Павлишинець. Малювання в інтер'єрі виконав С. Сарновський. Церкву збудовано в центрі села, при головній дорозі. Споруда має добрі пропорції і струнку двоярусну башту з оригінальним завершенням у вигляді видовженої, шоломоподібної восьмигранної бані з двоярусним ліхтарем такої ж форми. У вежі три дзвони, найбільший з яких відлив Ф. Егрі у 1922 році, а дещо менший — виріб фірми «Акорд» 1936 року.
До 2000-річчя Різдва Христового через дорогу від церкви споруджено каплицю. 07 червня 2014 року на святкову Вечірню прийшла велика кількість місцевих вірників, щоб напередодні великого свята, просити у Святого Духа очистити всіх нас від усякої скверни і спасти душі наші. Після завершення Вечірні відбувся молебень до Найсвятішого Серця Ісусового та освячення відновленого парку — монументу Слави Божої. Освячення здійснив владика Мілан.

## Туристичні місця
- парк—монумент Слави Божої
- храм 1929 року
- історична річка Това з островом

## Пам'ятки
- Поселення багатошарове (XI—X ст. до н. е., III—IV ст., IX—XI ст.);

## Відомі люди

### Народилися
- Ласло Дєньдєші (1861—1925) — угорський письменник та історик літератури.
- Вікентій Шандор (1907—2003), український науковець, публіцист, громадсько-політичний і культурний діяч.
- Павло Чучка (1928—2016), український мовознавець, доктор філологічних наук (1971), професор (1971), заслужений діяч науки і техніки України (1993).